# Robert Koren
Robert Koren (* 20. September 1980 in Radlje ob Dravi) ist ein ehemaliger slowenischer Fußballspieler. Er spielte als Mittelfeldspieler.

## Karriere

### Verein
Koren begann seine Fußballkarriere beim slowenischen Drittligisten NK Dravograd, wo er zwischen 1996 und 2001 spielte. Durch gute Leistungen wurden Erstligisten auf den offensiven Mittelfeldspieler aufmerksam. So kam es im Sommer 2001 zum Wechsel zu Publikum Celje. Dort hatte Koren erste nationale Erfolge, verpasste mit seinem Team aber mehrfach einen Titel. Zur Spielzeit 2002/03 spielte man bis zu Schluss um die Meisterschaft, musste sich aber mit Platz zwei hinter NK Maribor zufriedengeben. Im gleichen Jahr erreichte das Team das Endspiel um den slowenischen Pokal. Hier musste sich die Mannschaft Olimpija Ljubljana geschlagen geben. Wegen des guten Abschneidens des Vorjahres, durfte Celje 2003/04 an der Qualifikation zum UEFA-Pokal teilnehmen. Dies gab Koren die erstmalige Chance sich auch international zu zeigen. Dort sicherte man sich durch einen 7:2 und 5:0-Sieg gegen den mazedonischen Verein Belasica Strumica den Einzug in die 1. Runde des Wettbewerbs. Allerdings scheiterte das Team nach Hin- und Rückspiel an Maccabi Haifa. Koren kam in drei der vier Spielen zum Einsatz und konnte dabei seinen ersten internationalen Treffer erzielen. Die guten nationalen Auftritte des damaligen Youngsstars blieben auch Teams aus dem Ausland nicht unbemerkt.
Schließlich lockte ihn Uwe Rösler, damaliger Trainer von Lillestrøm SK, in die norwegische Tippeligaen. Da die Saison in Norwegen bereits im April anfängt und bis Oktober geht, wechselte Koren noch vor Ende des slowenischen Spieljahres. Bei Lillestrøm entwickelte sich Koren zu einem der besten Spieler der Liga. Zu dieser Zeit wurde er immer wieder mit dem slowenischen Fußball-Idol Zlatko Zahovič verglichen. 2006 wurde der Mittelfeldspieler von den Fans mit dem Kniksenprisen für den besten Mittelfeldspieler der abgelaufenen Saison geehrt. Inzwischen versuchten die ersten englischen Vereine, wie Leeds United und Manchester City, den Offensivspieler auf die Insel zu locken. Allerdings kam erst während der Winterpause der Saison 2006/07 ein Transfer zustande.
Am 4. Januar 2007 unterzeichnete Koren beim damaligen englischen Zweitligisten West Bromwich Albion. Mit Hilfe des Bosman-Urteils setzte er diesen Wechsel durch. Zwei Tage später gab er in der dritten Runde des FA Cups sein Debüt im Dress der Baggies. Seinen ersten Treffer für West Bromwich erzielte Koren am 6. Mai beim 7:0-Erfolg gegen den FC Barnsley. Es war der letzte Spieltag der Saison. Durch entsprechende Platzierung war der Verein für die Play-offs zum Aufstieg in die Premier League qualifiziert. Im Halbfinale setzte man sich nach Hin- und Rückspiel gegen die Wolverhampton Wanderers durch, musste sich aber im Endspiel Derby County mit 0:1 geschlagen geben. Damit wurde der Aufstieg verpasst. Während der Vorbereitung auf die Saison 2007/08 verletzte sich Koren schwer am Auge. Zwischenzeitlich war nicht klar, ob sich seine Sehstärke stark vermindern könnte. Dadurch verpasste er den Ligaauftakt, gab dann aber schon im League Cup gegen Peterborough United Ende August sein Comeback. Im September unterzeichnete der technisch gute Spieler einen neuen Zwei-Jahres-Vertrag.
Am Ende der Spielzeit sicherte sich West Bromwich den ersten Platz in der Football League Championship und somit den direkten Aufstieg in die Premier League. Sein Debüt in Englands höchster Spielklasse gab Koren am 2. Spieltag der Saison 2008/09 gegen den FC Everton am 23. August 2008. Seine ersten beiden Treffer in der Premier League erzielte der Mittelfeldspieler beim 3:0-Erfolg gegen den FC Middlesbrough. Am 17. Januar 2009 sicherte er durch einen Doppelschlag in der zweiten Halbzeit seinem Team den Sieg. Zur Winterpause gab es Spekulationen um einen Abgang Korens zum FC Fulham. Der Transfer zerschlug allerdings. Am 17. Mai wurde Koren von West Bromwich Albion freigestellt, nachdem der Verein nicht die Option genutzt hat, seinen Vertrag zu verlängern.
Am 13. August 2010 wechselte er ablösefrei zu Hull City. Dort unterschrieb er einen Zwei-Jahres-Vertrag mit der Option auf ein drittes Jahr. Einen Tag später wurde er für Will Atkinson gegen den FC Millwall eingewechselt.
Im August 2014 wechselte Koren zu Melbourne City. Er erhielt einen Zweijahresvertrag bis zum 30. Juni 2016. 2017 beendete er seine Karriere bei seinem Jugendverein NK Dravograd.

### Nationalmannschaft
Sein Debüt in der slowenischen Nationalmannschaft gab Koren am 2. April 2003 im Qualifikationsspiel um die Europameisterschaft 2004 in Portugal. Damals berief ihn Bojan Prašnikar in den Kader der Landesauswahl und bot ihn in seinem ersten Länderspiel in der Startformation auf. Das Spiel wurde 4:1 gewonnen. Erst in der 85. Minute wurde Koren gegen Mladen Rudonja ausgetauscht. In der Folgezeit hatte der Offensivspieler oft nur die Rolle des Zuschauers inne. Mit Nastja Čeh, Amir Karić, Miran Pavlin, Goran Šukalo und Zlatko Zahovič war die Konkurrenz im Mittelfeld sehr groß. Erst mit der Zeit entwickelte sich Koren zum Leistungsträger und einer wichtigen Säule im Mannschaftsgefüge. Inzwischen wurde er von Nationaltrainer Matjaž Kek zum Kapitän der Slowenen ernannt. 2010 wurde er in den Kader zur Fußball-Weltmeisterschaft 2010 in Südafrika berufen. Im ersten Gruppenspiel gegen Algerien, schoss er den 1:0-Siegtreffer für Slowenien. Dies war für die Slowenen der erste Sieg bei einer WM.

## Erfolge

### Verein
- Gewinn der Football League Championship mit West Bromwich Albion: 2008

### Persönlich
- Kniksenprisen als bester Mittelfeldspieler der Tippeligaen: 2006